# St. Peter und Paul (Prittriching)

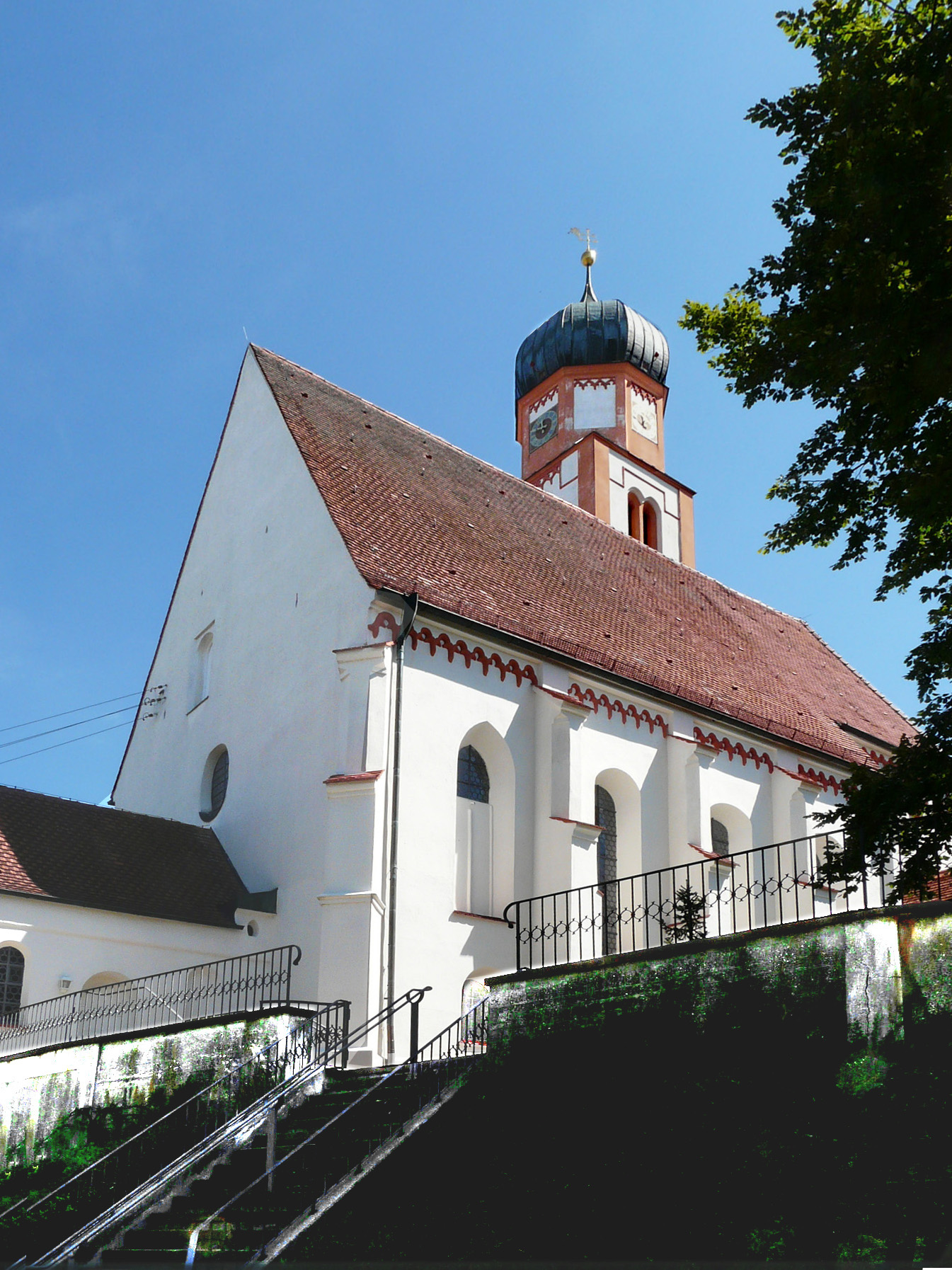
St. Peter und Paul in Prittriching

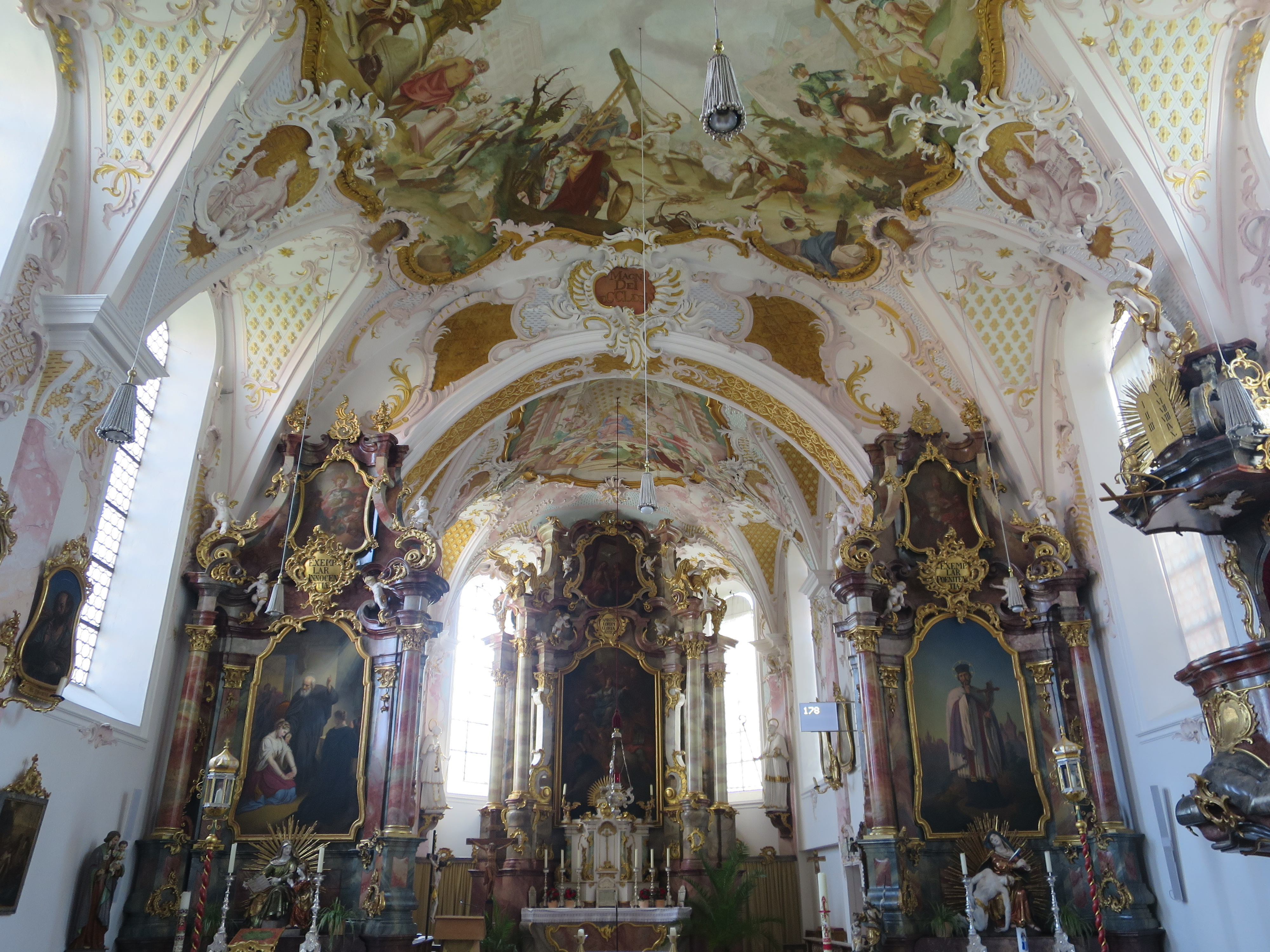
Altäre

Die römisch-katholische Pfarrkirche St. Peter und Paul steht in Prittriching, einer Gemeinde im oberbayerischen Landkreis Landsberg am Lech. Sie ist in der Liste der Baudenkmäler in Prittriching unter der Nr. D-1-81-134-1 eingetragen. Die Kirche gehört zum Dekanat Landsberg des Bistums Augsburg.

## Beschreibung
Die gotische Saalkirche wurde in der zweiten Hälfte des 15. Jahrhunderts erbaut und 1753 barock umgestaltet. Sie besteht aus dem von Strebepfeilern gestützten Langhaus, dem eingezogenen, dreiseitig geschlossenen Chor im Osten, der Sakristei an der Südseite und dem Chorflankenturm auf quadratischem Grundriss an der Nordseite des Chors. Im obersten quadratischen Geschoss des Turms steht hinter den als Biforien gestalteten Klangarkaden der Glockenstuhl. Darauf sitzt ein mit einer Zwiebelhaube bedecktes achteckiges Geschoss, in dem Turmuhr eingebaut ist. Im 19. Jahrhundert wurde an der Westwand des Langhauses ein Vorbau angefügt.
Den Stuck im Innenraum brachte Franz Xaver Feuchtmayer ein, die Fresken Johann Anwander.
Die drei Altäre stammen aus dem 18. Jahrhundert. Das Altarretabel des Hochaltars gestaltete Johann Georg Bergmüller. Im Altarauszug ist die Heilige Dreifaltigkeit dargestellt. Die Skulptur der heiligen Anna wird Franz Xaver Schmädl zugeschrieben.